# Magnus Roosmann
Nils Magnus Roosmann, född Bjurström 11 juni 1963 i Katarina församling i Stockholm, är en svensk skådespelare. Han är även far till skådespelaren Emilia Roosmann.
Roosmann studerade vid Teaterhögskolan i Stockholm och efter studierna har han varit engagerad vid Wasa Teater i Finland, Malmö musikteater, Uppsala Stadsteater samt Dramaten. Roosmann tillhör den fasta ensemblen på Dramaten. På film har han gjort flera uppmärksammade roller, bland annat som hovstallmästare Adolf Fredrik Munck i Gustav III:s äktenskap.
Magnus Roosmann är även ett namn inom ljudboksuppläsning och hans röst förknippas bland annat med Lee Childs karaktär Jack Reacher. 
2018 tilldelades han Carl Åkermarks stipendium.

## Privatliv
Magnus Roosmann har tre döttrar, varav en, Emilia Roosmann, också är skådespelare.

## Filmografi
- 1993 – Härifrån till Kim
- 1994 – Tre Kronor (TV-serie) (gästroll)
- 1995 – Radioskugga (TV-serie) (till och med 1997)
- 1998 – Beck – Monstret
- 1999 – S:t Mikael (TV-serie)
- 1999 – Rederiet (TV-serie)
- 2000 – Barnen på Luna (TV-serie)
- 2000 – Brottsvåg (TV-serie) (gästroll)
- 2001 – Gustav III:s äktenskap (TV-serie)
- 2001 – Kommissarie Winter (TV-serie)
- 2001 – En dag i taget (TV-serie)
- 2001 – Livvakterna
- 2001 – Röd jul (TV)
- 2001 – Soldater i månsken (TV-serie)
- 2001 – Digimon Adventure (TV-serie)
- 2002 – Stora teatern (TV-serie)
- 2002 – Olivia Twist (TV-serie)
- 2003 – Skenbart - en film om tåg
- 2003 – Ondskan
- 2003 – Arvet
- 2003 – Dieten
- 2003 – Ramona (TV-serie)
- 2003 – Utan dig
- 2004 – Fröken Sverige
- 2004 – Framom främsta linjen
- 2006 – När mörkret faller
- 2006 – Mäklarna (TV-serie) (gästroll)
- 2006 – Micke och Molle 2 (röst som Cash)
- 2007 – Upp till kamp (TV-serie)
- 2008 – Nattrond
- 2008 – Selma (TV-serie)
- 2008 – Kung Fu Panda (röst som Tai Lung)
- 2009 – Wallander – Cellisten
- 2009 – Det enda rationella
- 2011 – Någon annanstans i Sverige
- 2011 – Kronjuvelerna
- 2011 – Människor helt utan betydelse
- 2011 – Tintins äventyr: Enhörningens hemlighet (röst som Dupont)
- 2011 – Maria Wern - Må döden sova
- 2012 – Röjar-Ralf (röst som Röjar-Ralf)
- 2012 – Johan Falk: Organizatsija Karayan
- 2013 – Skumtimmen
- 2013 – Mig äger ingen
- 2013 – Johan Falk: Kodnamn Lisa
- 2013 – Lasse-Majas detektivbyrå – von Broms hemlighet
- 2013 – Familjen Holstein-Gottorp (TV-serie)
- 2014 – Lasse-Majas detektivbyrå – Skuggor över Valleby
- 2015 – Modus (TV-serie)
- 2015 – Gåsmamman (TV-serie)
- 2015 – Johan Falk: Slutet
- 2015 – Den lille prinsen (röst som Ormen)
- 2016 – Gentlemen & Gangsters (TV-serie)
- 2016 – Sing (röst som Storpappa)
- 2018 – Sthlm Rekviem (TV-serie)
- 2018 – Röjar-Ralf kraschar internet (röst som Röjar-Ralf)
- 2019 – Quick
- 2021 – Sing 2 (röst som Storpappa)
- 2023 – Händelser vid vatten (TV-serie)

## Teater

### Roller
| År   | Roll                        | Produktion                                                                                  | Regi                  | Teater                 |
| ---- | --------------------------- | ------------------------------------------------------------------------------------------- | --------------------- | ---------------------- |
| 1991 |                             | Zorba! Fred Ebb, John Kander och Joseph Stein                                               | Georg Malvius         | Riksteatern            |
| 1997 | Babbybobby                  | Krymplingen på Inishmaan (The Cripple of Inishmaan) Martin McDonagh                         | Peter Dalle           | Dramaten               |
| 1998 | Rugby Camille Chandebise    | Leva loppan (La puce à l'oreille) Georges Feydeau                                           | Terje Mærli           | Dramaten               |
| 1998 | Billing                     | Folkets fiende (En folkefiende) Henrik Ibsen                                                | Stein Winge           | Dramaten               |
| 1999 | Hardy                       | Ett lysande elände Staffan Göthe                                                            | Staffan Göthe         | Dramaten               |
| 1999 | Soljonyj                    | Tre systrar (Три сeстры, Tri sestry) Anton Tjechov                                          | Staffan Valdemar Holm | Dramaten               |
| 1999 | Mårten                      | Klas Klättermus (Klatremus og de andre dyrene i Hakkebakkeskogen) Thorbjörn Egner           | Eva Dahlman           | Dramaten               |
| 2000 | Laurent                     | Tartuffe (Tartuffe, ou l'Imposteur) Molière                                                 | Åsa Melldahl          | Dramaten               |
| 2001 | Aleksej Sergejevitj Bulanov | Skogen (Лес, Les) Alexander Ostrovskij                                                      | Joakim Groth          | Dramaten               |
| 2002 | Antonio Salieri             | Amadeus Peter Schaffer                                                                      | Eva Molin             | Uppsala stadsteater    |
| 2003 | Medverkande                 | Ord om krig                                                                                 | Staffan Valdemar Holm | Dramaten               |
| 2003 | Ejlert Lövborg              | Hedda Gabler Henrik Ibsen                                                                   | Christian Tomner      | Dramaten               |
| 2003 | Johann                      | Det kalla barnet (Das kalte Kind) Marius von Mayenburg                                      | Staffan Valdemar Holm | Dramaten               |
| 2004 | Michal                      | Kuddmannen (The Pillowman) Martin McDonagh                                                  | Stefan Larsson        | Dramaten               |
| 2006 | Banquo                      | Macbeth William Shakespeare                                                                 | Staffan Valdemar Holm | Dramaten               |
| 2006 | Dr Franz Schöning Jack      | Lulu Frank Wedekind                                                                         | Ole Anders Tandberg   | Dramaten               |
| 2007 | Krogstad                    | Ett dockhem (Et Dukkehjem) Henrik Ibsen                                                     | Sofia Jupither        | Dramaten               |
| 2008 | Jan                         | Security Richard Hobert                                                                     | Richard Hobert        | Dramaten               |
| 2008 | Kasimir                     | Kasimir och Karoline (Kasimir und Karoline) Ödon von Horvath                                | Michael Thalheimer    | Dramaten               |
| 2009 | Oidipus                     | Döden i Thebe (Døden i Teben) Jon Fosse                                                     | Annika Silkeberg      | Dramaten               |
| 2009 | Man 2                       | Flicka i gul regnjacka (Jente i gul regnjakke) Jon Fosse                                    | Gunnel Lindblom       | Dramaten               |
| 2010 | Man E                       | Om kärlek Lars Norén                                                                        | Sara Giese            | Dramaten               |
| 2010 | Jermolag Lopachin           | Körsbärsträdgården (Вишнёвый сад eller Visjnjovyj sad) Anton Tjechov                        | Mats Ek               | Dramaten               |
| 2011 | Job                         | Jobs Lidande (יסורי איוב, Ysurei 'Yov) Hanoch Levin                                         | Philip Zandén         | Judiska teatern        |
| 2013 | Kaptenen                    | Woyzeck Georg Büchner                                                                       | Michael Thalheimer    | Dramaten               |
| 2014 | Owen Musser                 | Kom igen, Charlie (The Foreigner) Larry Shue                                                | Peter Dalle           | Oscarsteatern          |
| 2015 | Mortimer                    | Maria Stuart Friedrich Schiller                                                             | Peter Konwitschny     | Dramaten               |
| 2016 | Nikolaj                     | Fäder och söner (Fathers and Sons) Brian Friel                                              | Runar Hodne           | Dramaten               |
| 2016 | Mattis                      | Fåglarna (Fuglane) Tarjei Vesaas                                                            | Ole Anders Tandberg   | Dramaten               |
| 2017 | Doktor Wangel               | Frun från havet (Fruen fra havet) Henrik Ibsen                                              | Sofia Jupither        | Dramaten               |
| 2018 | Orgon                       | Tartuffe (Tartuffe, ou l'Imposteur) Molière                                                 | Staffan Valdemar Holm | Dramaten               |
| 2018 |                             | SAFE Falk Richter                                                                           | Falk Richter          | Dramaten               |
| 2019 | Hugh                        | Hugh och Nancys många världar Lars Rudolfsson                                               | Lars Rudolfsson       | Dramaten               |
| 2019 |                             | Vi som fick leva om våra liv Mattias Andersson                                              | Mattias Andersson     | Backa Teater/ Dramaten |
| 2021 | Jevgenij                    | Måsen (Чайка, Tjajka) Anton Tjechov                                                         | Lyndsey Turner        | Dramaten               |
| 2022 |                             | Brott och straff (Преступление и наказание, Prestuplenije i nakazanije) Fjodor Dostojevskij | Oliver Frljić         | Dramaten               |
| 2025 |                             | Papporna Alexandra Pascalidou                                                               | Alexander Salzberger  | Dramaten               |

### Regi
| År   | Produktion                       | Teater   |
| ---- | -------------------------------- | -------- |
| 2012 | Flicka i frack August Strindberg | Dramaten |

## Ljudböcker (uppläsare)
- 2005 – I lagens limo
- 2006 – Dubbelspel
- 2007 – Prickskytten
- 2008 – Misstaget
- 2009 – Inget att förlora
- 2009 – Förrädarna
- 2009 – Trubbel
- 2009 – Somliga linor brister
- 2010 – Det ögat inte ser
- 2010 – Bara betydelsefulla dör
- 2010 – Ares tecken
- 2010 – [[Brödraskapet (bok av Robyn Young) (bok)|Brödraskapet (bok av Robyn Young)]]
- 2011 – Det som vilar på botten
- 2012 – Midvintermörker
- 2013 – Rörgast
- 2013 – Midsommargryning
- 2016 – Kan man dö två gånger?
- 2017 – Midnattssol
- 2017 – Liv eller död, fem delar
- 2018 – Den misstänkte, tre delar
- 2018 – Skuggmakten
- 2018 – Hundraettåringen som tänkte att han tänkte för mycket
- 2018 – Professor Wille Vingmutter, mästerdetektiv
- 2018 – Livsfarlig last
- 2018 – Förlorad
- 2018 – Torsdagstrauma
- 2018 – Jungfrudansen
- 2018 – Svarta hunden
- 2018 – Iskallt spår
- 2018 – En helt vanlig familj

### Fotnoter
1. ↑  Sveriges befolkning
1990:
Roosmann, Nils Magnus
(1963-06-11)
2. ↑  ”Carl Åkermarks stipendium | Svenska Akademien”. www.svenskaakademien.se. https://www.svenskaakademien.se/press/carl-akermarks-stipendium-12. Läst 4 januari 2020.
3. ↑  Mattias Bergqvist (26 januari 2022). ””Familjetraditionen att gestalta psykopater””. Expressen. https://www.expressen.se/noje/spoiler-alert/maskineriet-viaplay-roosman/. Läst 23 mars 2022.
4. ↑  Marcus Boldemann (22 juli 1991). ”Grekisk livsaptit på svensk scen”. Dagens Nyheter:  s. 15. http://arkivet.dn.se/arkivet/tidning/1991-07-22/196/15. Läst 12 juni 2016.
5. ↑  ”Kom igen, Charlie”. Oscarsteatern. Arkiverad från originalet den 11 september 2015. https://web.archive.org/web/20150911083845/http://www.komigencharlie.se/. Läst 3 september 2015.
6. ↑  ”Papporna”. Dramaten. https://www.dramaten.se/repertoar/papporna. Läst 20 april 2025.